# Giro di Romandia 1957
Il Giro di Romandia 1957, undicesima edizione della corsa, si svolse dal 9 al 12 maggio su un percorso di 763 km ripartiti in 4 tappe (la terza suddivisa in due semitappe), con partenza e arrivo a Losanna. Fu vinto dal francese Jean Forestier della Essor-Leroux davanti all'italiano Guido Carlesi e allo svizzero Hugo Koblet.

## Tappe
| Tappa  | Data      | Percorso                                | km  | Vincitore di tappa | Leader cl. generale |
| ------ | --------- | --------------------------------------- | --- | ------------------ | ------------------- |
| 1ª     | 9 maggio  | Losanna > Porrentruy                    | 182 | Guido Carlesi      | Guido Carlesi       |
| 2ª     | 10 maggio | Porrentruy > Ginevra                    | 206 | Jean Forestier     | Guido Carlesi       |
| 3ª-1ª  | 11 maggio | Ginevra > Martigny                      | 133 | André Darrigade    | Guido Carlesi       |
| 3ª-2ª  | 11 maggio | Martigny > Martigny (cron. individuale) | 36  | Jean Forestier     | Jean Forestier      |
| 4ª     | 12 maggio | Martigny > Losanna                      | 206 | Bruno Monti        | Jean Forestier      |
| Totale | Totale    | Totale                                  | 763 |                    |                     |

## Dettagli delle tappe

### 1ª tappa
- 9 maggio: Losanna > Porrentruy – 182 km

| Pos. | Corridore        | Squadra    | Tempo    |
| ---- | ---------------- | ---------- | -------- |
| 1    | Guido Carlesi    | Leo        | 4h34'15" |
| 2    | Edgard Sorgeloos | Peugeot    | s.t.     |
| 3    | Vito Favero      | Bottecchia | s.t.     |

| Pos. | Corridore     | Squadra | Tempo |
| ---- | ------------- | ------- | ----- |
| 1    | Guido Carlesi | Leo     |       |

### 2ª tappa
- 10 maggio: Porrentruy > Ginevra – 206 km

| Pos. | Corridore      | Squadra      | Tempo    |
| ---- | -------------- | ------------ | -------- |
| 1    | Jean Forestier | Essor-Leroux | 5h45'46" |
| 2    | Attilio Moresi | Mondia       | s.t.     |
| 3    | Bruno Monti    | Atala        | s.t.     |

| Pos. | Corridore     | Squadra | Tempo |
| ---- | ------------- | ------- | ----- |
| 1    | Guido Carlesi | Leo     |       |

### 3ª tappa - 1ª semitappa
- 11 maggio: Ginevra > Martigny – 133 km

| Pos. | Corridore       | Squadra       | Tempo    |
| ---- | --------------- | ------------- | -------- |
| 1    | André Darrigade | Helyett-Potin | 3h21'43" |
| 2    | Erwin Schweizer | Cilo          | s.t.     |
| 3    | Andre Vlayen    | Peugeot       | s.t.     |

| Pos. | Corridore     | Squadra | Tempo |
| ---- | ------------- | ------- | ----- |
| 1    | Guido Carlesi | Leo     |       |

### 3ª tappa - 2ª semitappa
- 11 maggio: Martigny > Martigny (cron. individuale) – 36 km

| Pos. | Corridore      | Squadra      | Tempo  |
| ---- | -------------- | ------------ | ------ |
| 1    | Jean Forestier | Essor-Leroux | 53'53" |
| 2    | Guido Carlesi  | Leo          | a 15"  |
| 3    | Hugo Koblet    | Cilo         | a 51"  |

| Pos. | Corridore      | Squadra      | Tempo |
| ---- | -------------- | ------------ | ----- |
| 1    | Jean Forestier | Essor-Leroux |       |

### 4ª tappa
- 12 maggio: Martigny > Losanna – 206 km

| Pos. | Corridore      | Squadra    | Tempo    |
| ---- | -------------- | ---------- | -------- |
| 1    | Bruno Monti    | Atala      | 5h34'10" |
| 2    | Vito Favero    | Bottecchia | s.t.     |
| 3    | Arrigo Padovan | Atala      | s.t.     |

| Pos. | Corridore      | Squadra      | Tempo     |
| ---- | -------------- | ------------ | --------- |
| 1    | Jean Forestier | Essor-Leroux | 20h09'47" |
| 2    | Guido Carlesi  | Leo          | a 15"     |
| 3    | Hugo Koblet    | Cilo         | a 1'04"   |

## Classifiche finali

### Classifica generale
| Pos. | Corridore       | Squadra                | Tempo     |
| ---- | --------------- | ---------------------- | --------- |
| 1    | Jean Forestier  | Essor-Leroux           | 20h09'47" |
| 2    | Guido Carlesi   | Leo-Chlorodont         | a 15"     |
| 3    | Hugo Koblet     | Cilo-Toscanelli        | a 1'04"   |
| 4    | Rolf Graf       | Allegro                | a 1'17"   |
| 5    | Attilio Moresi  | Mondia                 | a 1'28"   |
| 6    | Albert Bouvet   | Mercier-BP-Hutchinson  | a 1'41"   |
| 7    | Francis Pipelin | L. Bobet-BP-Hutchinson | a 1'56"   |
| 8    | André Darrigade | Helyett-Potin          | a 2'19"   |
| 9    | Andre Vlayen    | Peugeot-BP-Dunlop      | a 2'41"   |
| 10   | Rene Strehler   | Faema-Guerra           | a 3'04"   |